# Leontius Pilatus

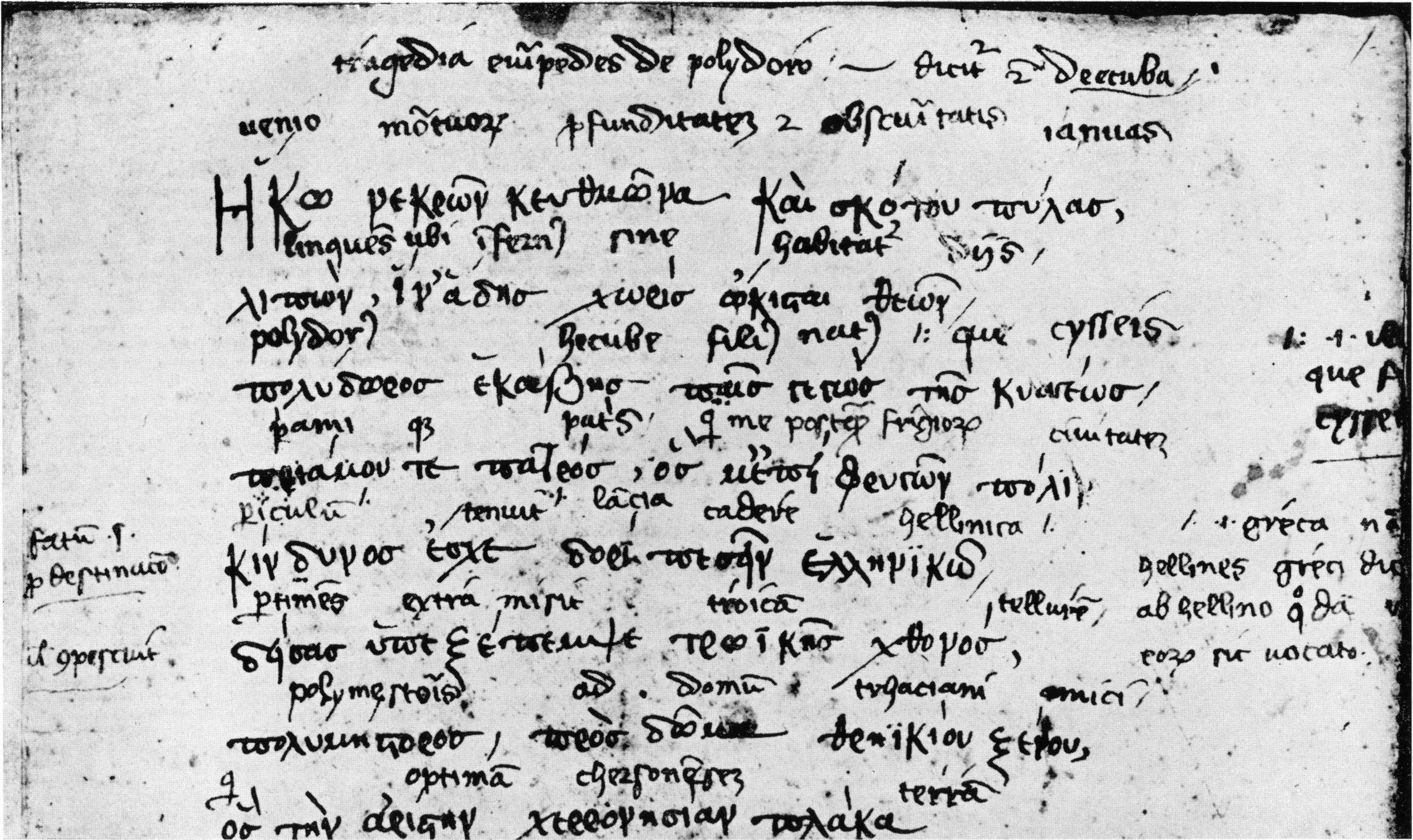
Die Hekabe des Euripides im Originaltext mit einer lateinischen Übersetzung und Randbemerkungen von Leonzio Pilato in einer 1362 geschriebenen Handschrift. Florenz, Biblioteca Medicea Laurenziana, San Marco 226, fol. 1r

Leontius Pilatus (auch Leo Pilatus, italienisch Leonzio Pilato; * um 1310; † 1365 auf einem Schiff in der Adria) war der erste Lehrstuhlinhaber für die Griechische Sprache in Westeuropa und erster Übersetzer der Werke Homers ins Lateinische.
Er stammte vermutlich aus dem griechisch geprägten süditalienischen Kalabrien, gibt selbst jedoch auch Thessalien als Heimat an. Er gilt als ein Schüler des Barlaam von Kalabrien. 1358 hielt er sich in Padua auf und machte dort die Bekanntschaft mit Francesco Petrarca. Dieser hatte 1353 oder 1354 eine griechische Handschrift mit den Werken Homers vom byzantinischen Botschafter Nikolaos Sygeros erhalten. Da ihm die nötigen Sprachkenntnisse fehlten, bat er Leontius Pilatus, eine Übersetzung anzufertigen. Dieser lieferte eine wenig elegante, wortgetreue Wiedergabe der ersten Kapitel der Ilias Homers. Petrarca und Giovanni Boccaccio holten ihn daraufhin 1360 nach Florenz und ließen dort für ihn einen Lehrstuhl für griechische Sprache einrichten, den ersten in Westeuropa seit der Antike. Leontius Pilatus vollendete schließlich sein Werk. Die Handschrift befindet sich heute in der französischen Nationalbibliothek, ms. lat. 7880(1) und 7880(2). Das Verhältnis zwischen Petrarca und Boccaccio einerseits sowie Leontius Pilatus andererseits trübte sich. Man beschrieb diesen als mürrisch, zerlumpt und ungepflegt. Anlässlich einer gemeinsamen Reise mit Petrarca nach Venedig wurde Leontius Pilatus von dort nach Byzanz geschickt, mit dem vorgeblichen Ziel, weitere Handschriften klassischer Autoren herbeizuschaffen, eigentlich um sich seiner zu entledigen. Man sandte ihm einen Brief nach, in dem man ihm mitteilte, dass seine Rückkunft nicht mehr erwünscht sei. Er ignorierte jedoch das Schreiben und reiste per Schiff zurück nach Venedig. Das Schiff geriet in einen Sturm und Leontius Pilatus wurde von einem Blitz getötet. Aus seinem Reisegepäck erhielt Petrarca u. a. Handschriften von Werken des Sophokles und des Euripides.